# 普舍尼奇尼基 (季斯梅尼齊亞區)
48°52′23″N 24°52′55″E / 48.87306°N 24.88194°E
普舍尼奇尼基（烏克蘭語：Пшеничники），是烏克蘭西部的村莊，隸屬伊萬諾-弗蘭科夫斯克州的伊萬諾-弗蘭科夫斯克區。該村始建於1539年，面積16.66平方公里，2001年人口1,230。